# Emil Bischoff

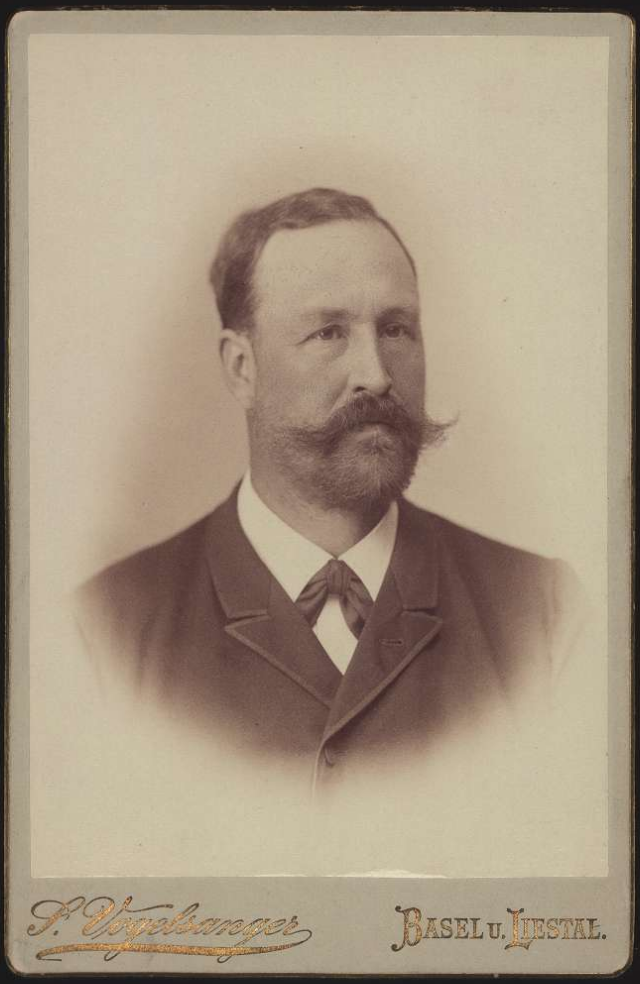
Emil Bischoff

Emil Bischoff (* 25. Juni 1847 in Basel; † 10. Mai 1921 ebenda; heimatberechtigt ebenda) war ein Schweizer Unternehmer und Politiker.

## Leben
Emil Bischoff, Sohn eines Tuchhändlers, machte nach dem Gymnasium eine Lehre im väterlichen Tuchhandelsgeschäft, dessen Teilhaber er wurde. Von 1891 bis 1921 präsidierte er die Aktiengesellschaft Magazine zum Wilden Mann. Er gehörte auch verschiedenen Verwaltungsräten an, so der Schweizerischen Centralbahn, der Elektrizitätsgesellschaft Alioth, der Versicherungsgesellschaft Patria und der Schweizerischen Sterbe- und Alterskasse. Ab 1904 präsidierte Bischoff die Basler Sektion des Zentralvereins des Schweizerischen Roten Kreuzes, 1907 wurde er Mitglied der Direktion. In der Armee wurde er 1895 Oberstbrigadier.
Bischof war in seiner Zunft und im Quartierverein aktiv. Als Liberal-Konservativer sass er 1878–1905 im Grossen Rat. Nach den Parlamentswahlen 1893 vertrat er seinen Kanton bis 1896 im Nationalrat.
Emil Bischoff wird als gesellig, umgänglich und hilfsbereit, dabei von eher nüchterner Art beschrieben. Er blieb unverheiratet.